# Джалилов, Джумабай
Джумабай Джалилов (1905—1957) — советский хозяйственный, государственный и политический деятель, Герой Социалистического Труда.

## Биография
Родился в 1905 году в Ферганской области. Член КПСС.
С 1920 года — на хозяйственной, общественной и политической работе. В 1920—1957 гг. — батрак, крестьянин, колхозник, звеньевой, председатель колхоза «Чайроб» Курган-Тюбинского района, председатель Курган-Тюбинского райисполкома Сталинабадской, затем Курган-Тюбинской области.
Указом Президиума Верховного Совета СССР от 2 июня 1948 года присвоено звание Героя Социалистического Труда с вручением ордена Ленина и золотой медали «Серп и Молот».
Избирался депутатом Верховного Совета Таджикской ССР 2-го, 3-го и 4-го созывов.
Умер в Курган-Тюбе в 1957 году.